# Numeração de páginas

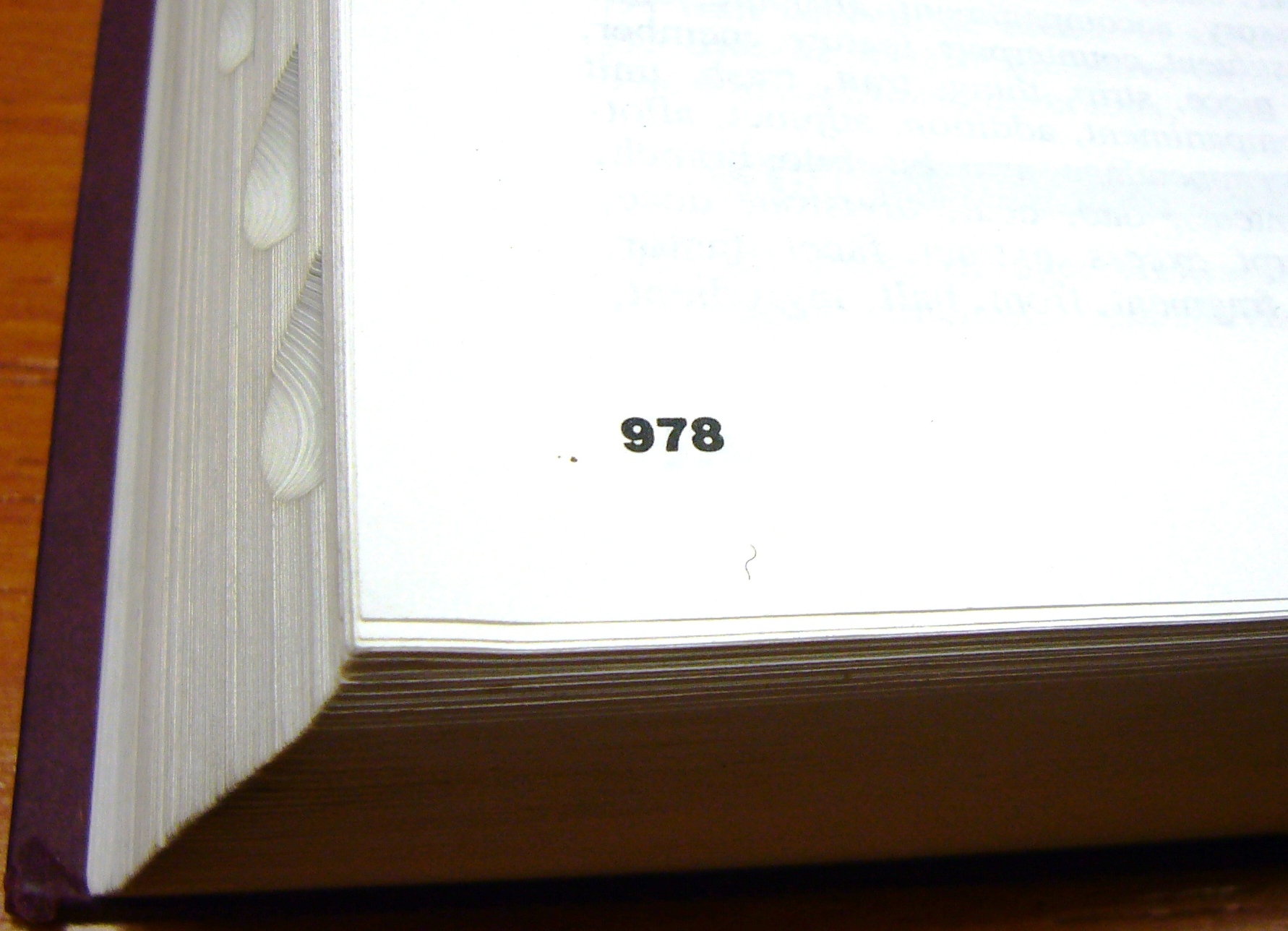
Número de página em um livro

A numeração de páginas é o processo de aplicar uma sequência de números (ou letras, ou numerais romanos) às páginas de um livro ou outro documento. O próprio número, que pode aparecer em vários locais na página, pode ser referido como número de página ou como fólio. Assim como outros esquemas de numeração, como a numeração de capítulos, os números de página permitem a citação de uma página específica do documento numerado e facilitam ao leitor encontrar partes específicas do documento e saber o tamanho do texto completo (verificando o número da última página).

## Convenções de numeração
Os números pares geralmente aparecem no verso das páginas (à esquerda), enquanto os números ímpares aparecem nas páginas anteriores (à direita). Na indústria gráfica, nos casos em que números ímpares aparecem no verso e números pares nas páginas anteriores, isso é chamado de fólios não tradicionais (no passado, era chamado de fólio chinês, mas esse termo caiu em desuso de favor nos últimos anos).
Nos livros, algumas páginas, conhecidas como fólios cegos, da capa e do verso são numeradas, mas os números não são impressos. Os editores não são consistentes na forma como numeram as páginas de seus livros. Alguns editores seguem a numeração padrão da ferramenta que estão usando, que normalmente consiste em numerar a primeira página do assunto inicial como 1 e todas as páginas seguintes em ordem consecutiva. Quando os editores desejam distinguir entre a capa e o corpo, as páginas de título iniciais são fólios cegos, a capa é numerada usando algarismos romanos minúsculos (i, ii, iii...) e a primeira página do corpo ou o conteúdo principal começa com 1. A página de título do corpo, se presente, é um fólio cego; da mesma forma, quaisquer páginas de título de seção (por exemplo, quando o corpo é dividido em várias partes) são fólios cegos. A primeira página do capítulo um seria então numerada como página 3.
A décima sexta edição do Chicago Manual of Style exige que o início do texto comece com o número arábico 1, enquanto a capa que o precede deve ser numerada com algarismos romanos minúsculos. Se a capa for extensa e incluir uma segunda meia página de título, ela será numerada como página 1 e seu verso como página 2. Se for incluído um título de parte, ele deverá ser incluído na mesma numeração do texto. Os números das páginas não aparecem nos títulos das partes.
A maioria dos sistemas de citação exige a identificação do número da página da qual a citação ou ponto é extraído. Por exemplo, tal uso é especificado em seus formatos de citação do Chicago Manual of Style e do The Bluebook.
Algumas versões impressas da Bíblia cristã, como a Nova Versão Padrão Revisada e a Bíblia de Jerusalém, recomeçam a numeração das páginas com a página 1 no início da seção do Novo Testamento, que segue diretamente após o Antigo Testamento.

## Numeração por capítulo
As diretrizes para manuais técnicos, especialmente manuais de encadernação solta que deverão ser atualizados, geralmente recomendam a numeração de páginas por capítulo. Ao numerar por capítulo, a página "3-2" é a segunda página do capítulo 3, a página "A-3" é a terceira página do Apêndice A.
Jornais maiores têm “números” de páginas que começam com uma letra – a página “B3” é a terceira página da segunda seção.

## Esquemas de numeração únicos
No livro Humble Pi, do comunicador matemático e YouTuber Matt Parker, o livro usa um esquema de numeração de páginas onde as páginas contam regressivamente de 314 a 0, referenciando a aproximação de 3,14 para a constante matemática pi (π).

## Documentos eletrônicos
E-books e outros documentos eletrônicos publicados em formato não refluível, como PDF, são normalmente paginados e numerados da mesma forma que seus equivalentes impressos.
Embora os dispositivos de leitura de documentos refluíveis, como e-books EPUB, possam exibir números de página, esses números mudam de dispositivo para dispositivo, dependendo de fatores como o tamanho da tela e o tamanho da fonte selecionada. Isso os torna inadequados para fins de citação. Para solucionar esse problema, os e-books Amazon Kindle contêm os chamados "números de localização", ou seja, números na margem do texto eletrônico que indicam onde começa a página correspondente na versão impressa do livro.

## Manuscritos
Na codicologia, cada folha física (fólio, abreviado fol. ou f.) de um manuscrito é numerada e os lados são chamados de folium rectum e folium versum, abreviados como r e v respectivamente. Isso resulta em designações como 5r (frente da quinta folha) e 8v (verso da oitava folha).